# Sishayi Nxumalo
Sishayi Simon Nxumalo (* 1936; † 25. Februar 2000) war ein Politiker Swasilands. Neben seiner politischen Karriere war er bis 1983 Geschäftsführer von Tibiyo Taka Ngwane, einem der bedeutendsten Wirtschaftsunternehmen seines Landes.
Nxumalo gründete 1962 die Demokratische Partei, der er bis zu seiner Wahlniederlage im Jahr 1964 als Generalsekretär vorstand. Danach wechselte er zu der monarchistischen Partei Imbokodwo National Movement (IMB) und brachte es dort zu beträchtlichem politischen Einfluss. Ab 1967 war er in der Regierung tätig und wurde 1983 zum Finanzminister ernannt. Am 8. Juni 1984 wurde Nxumalo, nachdem er andere Regierungsmitglieder der Korruption beschuldigt hatte, zusammen mit drei anderen Männern wegen des Verdachts auf Vorbereitung einer Revolution verhaftet, jedoch am 31. Dezember 1985 wieder freigelassen und amnestiert.
Vom 8. Mai bis 26. Juli 1996 war Nxumalo stellvertretender Premierminister Swasilands. Nachdem König Mswati III. Prinz Jameson Mbilini Dlamini aus der Regierung entlassen hatte, setzte er vorübergehend Nxumalo als Regierungschef ein. Er starb am 25. Februar 2000 bei einem Verkehrsunfall.